# Jelena Baranowa
Jelena Wiktorowna Baranowa (ros. Елена Викторовна Баранова; ur. 28 stycznia 1972 we Frunze) – rosyjska koszykarka występująca na pozycji silnej skrzydłowej.
W 1999 roku rozegrała cztery spotkania w męskiej drużynie Bison Mytiszczi, w lokalnej lidze moskiewskiej. Zanotowała średnie 6,3 punktu, 6,25 zbiórki i 2,75 bloku.

## Osiągnięcia
Na podstawie, o ile nie zaznaczono inaczej.

### WNBA
- Uczestniczka meczu gwiazd WNBA (2001)
- Laureatka WNBA Peak Performers Award (2001 w kategorii skuteczności rzutów wolnych)
- Liderka WNBA w:
  - blokach (1997)
  - skuteczności rzutów wolnych (2001)

### Drużynowe
- Mistrzyni:
  - Euroligi (2003)
  - Rosji (1995–1997, 2002, 2003, 2009)
  - Izraela (1993, 1994)
  - Hiszpanii (2008)
- Wicemistrzyni:
  - Eurocup (2010)
  - Turcji (2000)
  - Rosji (1998, 2005)
- Brąz:
  - Euroligi (1995, 2009)
  - Eurocup (2012)
  - mistrzostw Rosji (2010, 2011)
- Zdobywczyni:
  - pucharu:
    - Ronchetti (1997)
    - Rosji (2009)
    - Izraela (1993, 1994)
    - Turcji (2000)
    - Hiszpanii (2008)

  - superpucharu:
    - Hiszpanii (2007)
    - Prezydenta Turcji (1999)
- Finalistka Pucharu Rosji (2011)

### Indywidualne
- Europejska Zawodniczka Roku (1998)
- Najlepsza koszykarka Rosji XX w. według Sport-Express (1999)
- MVP Final Four Euroligi (2003)
- Liderka Euroligi w zbiórkach (1995)

### Reprezentacja
Drużynowe
- Mistrzyni:
  - Europy (1991, 2003)
  - olimpijska (1992)
  - Europy U–18 (1990)
- Wicemistrzyni:
  - świata (1998, 2002)
  - Europy (2001)
- Brązowa medalistka:
  - olimpijska (2004)
  - mistrzostw:
    - Europy (1995, 1999)
    - Europy U–16 (1989)
- Uczestniczka:
  - igrzysk olimpijskich (1992, 1996 – 5. miejsce, 2004)
  - Europy (1991, 1993 – 7. miejsce, 1995, 1997 – 6. miejsce, 1999, 2001, 2003)

Indywidualne
- MVP mistrzostw świata (1998)
- Zaliczona do I składu mistrzostw:
  - świata (1998, 2002)
  - Europy (2003)
- Liderka:
  - w zbiórkach:
    - igrzysk olimpijskich (1996)
    - mistrzostw świata (2002)

  - igrzysk olimpijskich w skuteczności rzutów wolnych (2004 – 87,5%)[4]